# ピッチベンド
ピッチベンド (pitch bend) は、各種楽器の奏法で、音高（ピッチ）を連続的に（滑らかに）変化させることである。直訳すると「ピッチを曲げる」の意で、単にベンドとも呼ぶ。
ある音を基準としてその上または下に若干変化させることを意味し、別の音に滑らかに変化させるグリッサンドやポルタメントとは区別される。

## アコースティック楽器

### ギター
ギターで、撥弦後に、弦を引っ張ることでピッチを上げる奏法。

### 管楽器
管楽器で、唇の操作だけでピッチを半音下げる（あるいは上げる）奏法。
主な用途には次のようなものがある。
- ブルースハープのような半音を出せない楽器で、フラットの音を出す。
- 装飾音として音符の頭で一時的に半音下げる。

## 電子楽器
シンセサイザーなどの電子楽器（MIDI音源などを含む）では、奏法そのもののほか、そのためのMIDIチャンネルメッセージもそう呼ぶ。

### コントローラー
ピッチベンドホイール（またはピッチベンダー）と称する操作部分を上下（あるいは左右）操作することによって音程情報を操作する。コントローラーは常にバネなどの力で中点に戻るように設定されている。
形状は大きく下記の2種類に区分される。
- ホイール式（ヤマハ、moogなど）
- レバー式（ローランド、コルグ）

### アナログシンセサイザー
コントローラーからVCOに対して制御電圧を与えることで連続した音程変化を実現する。パッチ式モジュール型シンセサイザーではコントローラーの出力をVCFやVCAに送ることにより音程変化以外に音色、音量変化の為に用いることも可能であった。

### midi音源
コントローラーからMIDI音源部（内蔵音源、または外部音源）にピッチベンドチェンジというチャンネルメッセージが送信され、ギター奏法のチョーキングやアームプレイを表現することができる。
ピッチベンドホールの変化値は通常14ビットあり、 -8192 ～ 0 〜 +8191 の16384段階であるが、ピッチベンドホイールを最大まで操作した場合に音程が変化する範囲はピッチベンドセンシティビティ（またはピッチベンドレンジ）をMIDI音源の受信側で設定することによって決定される。変化量は半音単位で指定（通常デフォルトで2に設定されている）し、例えば範囲を「12」とした場合、最大の変化量は上下１オクターブとなる。

### 演奏技術として
一般の鍵盤楽器と違い打鍵後に音程を変えられることから、飛び道具的に或いはギターのチョーキング的なニュアンスをつけるために多く用いられる。後者の奏法を世に広く知らせしめたのは何と言ってもヤン・ハマーであり、その技術は現在でも高く評価されている。
現代のキーボーディスト（特にロック系音楽でリードを弾く場合）には必須の技術と言える。